# Purpurtetra
Purpurtetra (Petitella rhodostoma) är en fiskart som beskrevs av Ernst Ahl 1924. Arten ingår i släktet Petitella och familjen laxkarpar (Characidae). Inga underarter finns listade i Catalogue of Life.